# Перша літургія українською мовою

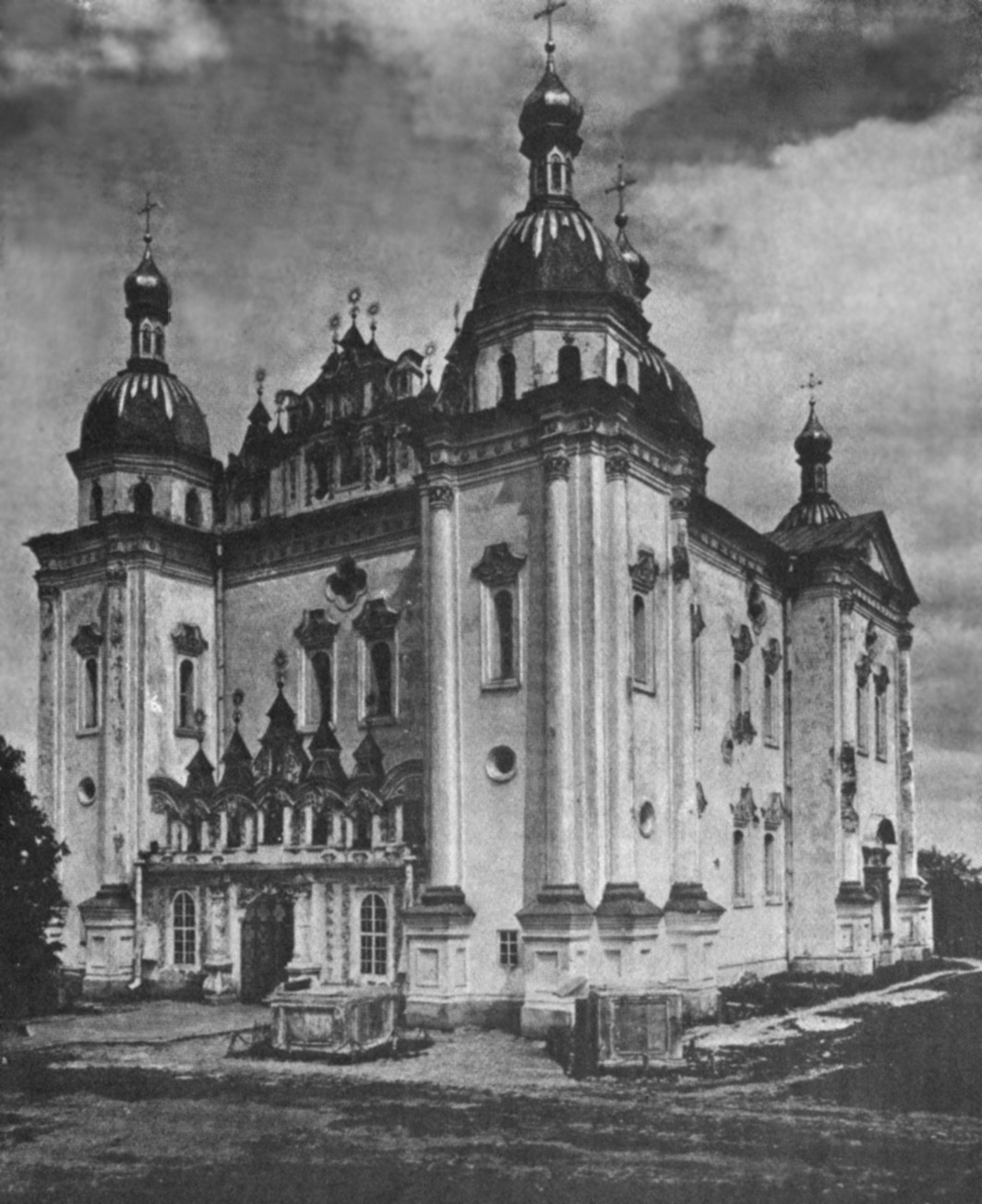
Микільський Військовий собор, де відбулася перша літургія українською мовою

Перша літургія українською мовою була відправлена 22 травня 1919 року отцем Василем Липківським у збудованому в 1690—1696 роках коштом гетьмана Івана Мазепи величному соборі Святого Миколая на Печерську в Києві (у 1934 році цю унікальну історико-архітектурну пам'ятку підірвали більшовики).
Спеціально для цієї події український композитор Микола Леонтович, автор знаменитого «Щедрика», написав нові ноти кантів та особисто диригував хором.
Служба викликала надзвичайне зацікавлення киян. Згодом митрополит цю подію згадував так:
| На всеношній службі Божій зібралася така сила народу, що не тільки в Соборі, а й навкруги його було тісно; весь нарід плакав, чуючи Апостол, Євангелію, Псалми рідною мовою; всі відчували, що це вперше після віків неволі «моляться на волі невольничі діти», як провіщав Шевченко. |
Літургія стала неофіційним днем народження Автокефальної УПЦ.
Ієрархи Російської церкви двічі забороняли отцю богослужіння і один раз заочно віддали його під церковний суд.
За час митрополичого служіння Василь Липківський доклав надзвичайних зусиль до розбудови української православної церкви та спромігся перетворити її на впливовий фактор життя тогочасного українського суспільства. Відвідав з особистими візитами понад 400 парафій, де зустрічався з вірними УАПЦ та проповідував. Здійснив численні переклади українською мовою богослужбової та релігійної літератури. Є автором «Історії Української церкви».
У віці 73 років розстріляний за вироком «трійки» НКВС. Точне місце поховання невідоме (на Лук'янівському цвинтарі в Києві встановлено символічний пам'ятний хрест). 1989 року реабілітований «за відсутністю складу злочину». Рішенням ІІІ помісного Собору УАПЦ канонізований 27 листопада 1997 року Василь (Липківський) шанується як святий священномученик.